# Paul-Alexis Dubois
Pour les articles homonymes, voir Dubois.
Paul-Alexis Dubois, né le 27 janvier 1754 à Guise, tué le 4 septembre 1796 à Rovereto, est un général de division de la Révolution française.

## États de service
Soldat au régiment de Lyonnais le 16 août 1770, brigadier le 5 avril 1780, maréchal des logis le 10 septembre 1785, adjudant le 29 décembre 1786, il entre comme porte-guidon au 11e chasseurs à cheval le 15 mai 1788.
Sous-lieutenant le 1er mars 1791, lieutenant le 17 juin 1792, capitaine le 5 août suivant, il fait les campagnes de 1792 à l'armée de la Moselle. Passé en 1793 à l'armée des Ardennes comme sous-chef de l'état-major, il y gagne les grades de lieutenant-colonel au 17e dragons le 26 janvier 1793 et de général de brigade à titre provisoire le 24 août 1793 et commande la division de Lauterbourg.
Employé à l'armée du Rhin, il signe le 22 novembre 1793 l'ordre annonçant la fausse nouvelle de la mort du prince de Condé, tué d'un coup de canon tiré par les canonniers du 6e bataillon de la Drôme.
Repassé, sur sa demande, à l'armée de la Moselle, sous les ordres du général Hoche, il reçoit une balle dans la jambe à la bataille de Wœrth-Frœschwiller le 22 décembre 1793 ; Hoche fait l'éloge de sa conduite.
Nommé général de division le 30 mars 1794 par les représentants en mission Milhaud et Borie, il obtient d'être affecté à l'armée du Nord. Arrivé à Guise le 18 avril, il reçoit le commandement des brigades de cavalerie des divisions Goguet et Balland, et dirige la cavalerie à la bataille de Fleurus, où il se distingue.
À Paris lors de l'Insurrection du 1er prairial an III, il commande la cavalerie des troupes de la Convention contre les insurgés du faubourg Saint-Antoine. Cette action lui attire les reproches de son neveu Brutus Magnier, alors emprisonné.
Passé à l'armée d'Italie, il prend part à la Campagne d'Italie (1796-1797) du général Bonaparte. Blessé à mort au combat de Rovereto le 4 septembre 1796, il adresse ces mots à son général en chef : « Je meurs pour la République, faites que j'aie le temps de savoir si la victoire est complète », avant de mourir.
Son nom figure sur la 25e colonne de l'Arc de triomphe de l'Étoile.
Il a donné son nom au Fort Dubois d'Hirson.